# Markus Heikkinen
Markus Heikkinen (født 13. oktober 1978 i Katrineholm, Sverige) er en finsk tidligere fodboldspiller (midterforsvarer/central midtbane). 
Heikkinen spillede 61 kampe for det finske landshold over en periode på ti år. Han debuterede for holdet i en venskabskamp mod Bahrain i januar 2002, mens hans sidste landskamp var et opgør mod Letland i august 2011. På klubplan repræsenterede han blandt andet HJK Helsinki og MyPa i hjemlandet, ligesom han havde udlandsophold i blandt andet England, Skotland og Østrig.

## Titler
Veikkausliiga
- 2002 og 2014 med HJK Helsinki

Finsk pokal
- 2000 og 2014 med HJK Helsinki

Østrigsk Bundesliga
- 2008 med Rapid Wien